# CRYAA
CRYAA (англ. Alpha-crystallin A chain) – білок, який кодується однойменним геном, розташованим у людей на короткому плечі 21-ї хромосоми. Довжина поліпептидного ланцюга білка становить 173 амінокислот, а молекулярна маса — 19 909.
| 10         |  | 20         |  | 30         |  | 40         |  | 50         |
| ---------- |  | ---------- |  | ---------- |  | ---------- |  | ---------- |
| MDVTIQHPWF |  | KRTLGPFYPS |  | RLFDQFFGEG |  | LFEYDLLPFL |  | SSTISPYYRQ |
| SLFRTVLDSG |  | ISEVRSDRDK |  | FVIFLDVKHF |  | SPEDLTVKVQ |  | DDFVEIHGKH |
| NERQDDHGYI |  | SREFHRRYRL |  | PSNVDQSALS |  | CSLSADGMLT |  | FCGPKIQTGL |
| DATHAERAIP |  | VSREEKPTSA |  | PSS        |  |            |  |            |

A: Аланін

C: Цистеїн

D: Аспарагінова кислота

E: Глутамінова кислота

F: Фенілаланін

G: Гліцин

H: Гістидин

I: Ізолейцин

K: Лізин

L: Лейцин

M: Метіонін

N: Аспарагін

P: Пролін

Q: Глутамін

R: Аргінін

S: Серин

T: Треонін

V: Валін

W: Триптофан

Кодований геном білок за функціями належить до шаперонів, фосфопротеїнів. 
Задіяний у такому біологічному процесі, як ацетилювання. 
Білок має сайт для зв'язування з іонами металів, іоном цинку. 
Локалізований у цитоплазмі, ядрі.